# Phasia glauca
Phasia glauca là một loài ruồi trong họ Tachinidae.